# Liste des communes de Kinshasa
La ville de Kinshasa a rang de province dans l'organisation administrative de la RD Congo, elle est constituée de 24 communes et 314 quartiers.

## Les 24 communes de Kinshasa et leurs quartiers et leur district
Ci-dessous les 24 communes de Kinshasa classées par ordre alphabétique, et les chiffres de population, de superficie et de densité de population de l'Institut National de la Statistique de la RDC pour l'année 2004.
Le tableau comprend également le nombre d'électeurs et de sièges à élire chaque commune pour les élections de 2011, selon le décret promulgué par le président Joseph Kabila le 17 août 2011.
| Nom de la commune | Superficie (km²) | Population en 2004 | Densité de population (hab/km²) | Nombre d'électeurs (2011) | Sièges à pourvoir (2011)combien des quartiers maman yemo dans la ville de Kinshasa |
| ----------------- | ---------------- | ------------------ | ------------------------------- | ------------------------- | ---------------------------------------------------------------------------------- |
| Bandalungwa       | 6,82             | 202 341            | 29 669                          | 93 917                    | 1                                                                                  |
| Barumbu           | 4,72             | 150 319            | 31 847                          | 84 113                    | 1                                                                                  |
| Bumbu             | 5,30             | 329 234            | 62 120                          | 100 776                   | 1                                                                                  |
| Gombe             | 29,33            | 32 373             | 1 104                           | 69 139                    | 1                                                                                  |
| Kalamu            | 6,64             | 315 342            | 47 491                          | 158 304                   | 2                                                                                  |
| Kasa-Vubu         | 5,05             | 157 320            | 31 152                          | 76 466                    | 1                                                                                  |
| Kimbanseke        | 237,78           | 946 372            | 3 980                           | 365 279                   | 5                                                                                  |
| Kinshasa          | 2,87             | 164 857            | 57 441                          | 81 620                    | 1                                                                                  |
| Kintambo          | 2,72             | 106 772            | 39 254                          | 66 136                    | 1                                                                                  |
| Kisenso           | 16,60            | 386 151            | 23 262                          | 123 491                   | 2                                                                                  |
| Lemba             | 23,70            | 349 838            | 14 761                          | 179 282                   | 2                                                                                  |
| Limete            | 67,60            | 375 726            | 5 558                           | 200 195                   | 3                                                                                  |
| Lingwala          | 2,88             | 94 635             | 32 859                          | 40 729                    | 1                                                                                  |
| Makala            | 5,60             | 253 844            | 45 329                          | 113 232                   | 1                                                                                  |
| Maluku            | 7 948,80         | 179 648            | 23                              | 81 254                    | 1                                                                                  |
| Masina            | 69,93            | 485 167            | 6 938                           | 277 228                   | 4                                                                                  |
| Matete            | 4,88             | 268 781            | 55 078                          | 142 312                   | 2                                                                                  |
| Mont-Ngafula      | 358,92           | 261 004            | 727                             | 152 560                   | 2                                                                                  |
| Ndjili            | 11,40            | 442 138            | 38 784                          | 159 371                   | 2                                                                                  |
| Ngaba             | 4,00             | 180 650            | 45 163                          | 83 249                    | 1                                                                                  |
| Ngaliema          | 224,30           | 683 135            | 3 046                           | 339 221                   | 5                                                                                  |
| Ngiri-Ngiri       | 3,40             | 174 843            | 51 424                          | 67 508                    | 1                                                                                  |
| Nsele             | 898,79           | 140 929            | 157                             | 81 310                    | 1                                                                                  |
| Selembao          | 23,18            | 335 581            | 14 477                          | 151 053                   | 2                                                                                  |
| Ville-province    | 9 965,21         | 7 017 000          | 704                             | 3 287 745                 | 44                                                                                 |

Source : Institut National de la Statistique (INS)

## Anciennes communes de Léopoldville
Décrets des 26 mars et 10 mai 1957

### Zone urbaine de Léopoldville

#### Communes de peuplement noir
- Kintambo
- Saint-Jean (aujourd'hui Lingwala)
- Kinshasa
- Barumbu
- Dendale (aujourd'hui Kasa Vubu)
- Kalamu
- Ngiri-Ngiri
- Bandalungwa
- Matete

#### Communes de peuplement blanc
- Kallina (Gombe)
- Mont-Ngafula
- Ngaliema
- Limete

## Organisation précoloniale
Tribus présentes sur le site de Kinshasa (pays de Mpumbu) fin du XIXe siècle :
1. Livulu, dirigée par le grand Mukôo Ivuvu
2. Lemba, du Mukôo Ngo-a-Mbana
3. Nkomo, du Mukôo Muata
4. Isangampio (Kimwenza) du Mukôo Nganzali Likuni
5. Imbuu du Mukôo Ngangumu
6. Muwana II (Makala) du Mukôo Itsui
7. Lumeta (ou Limete) du Mukôo Nkaa-Baar
8. Mpaa (Masina Kimbangu) du grand chef Mbumi
9. Iyaba (Mikonga) du Mukôo Ngamiin
10. Mikondo du Mukôo Munkee Itali
11. Kingasani du Ndunu Ngabukoo
12. Two Mviri Mikila (Kinkole) du grand chef Muabi
13. Malueka du Mukôo Ngolomiso 1er
14. Mangiala du grand chef Kimpe 1er
15. Muwana 1er (Kasangulu)
16. Mwana (Mbenseke Mfuti)

## Première organisation coloniale

### Pays de Mpumbu
Kinshasa urbain, ouest de la province.
Douze groupements :
1. Ngimbi
2. Lutendele
3. Mbinza
4. Mbankana
5. Selembao
6. Kingabwa
7. Kimwenza
8. Mbenseke-Mfuti
9. Mikondo
10. Mikonga
11. Mvika Mikila
12. Kimpoko.

### Plateau des Batéké
Kinshasa rural, est de la province.
Neuf groupements rassemblés en chefferies :
- chefferie de Mbankana 
  - groupements de Mbankana, Mongata, Mwe et Yuo
- chefferie des Bateke
  - groupements de Nguma, Kingankati, Bu, Ngama et Kikimi.